# Давыдовка (Крым)
Давыдовка (до 1948 года совхоз «Крымский», населённый пункт 5-го отделения совхоза Крымский; укр. Давидівка, крымскотат. Davıdovka, Давыдовка) — бывшее село в Сакском районе Автономной Республики Крым. Подчинялось Ореховскому сельскому совету. Располагалось на северо-востоке района, в степном Крыму, примерно в 3-х километрах восточнее села Геройское.

## История
Впервые безымянное селение на месте Давыдовки встречается на карте южного Крыма 1936 года. На двухкилометровке РККА 1942 года уже подписан совхоз «Крымский». После освобождения Крыма от фашистов, 12 августа 1944 года было принято постановление № ГОКО-6372с «О переселении колхозников в районы Крыма», по которому в район из Курской и Тамбовской областей РСФСР в район переселялись 8100 колхозников, а в начале 1950-х годов последовала вторая волна переселенцев из различных областей Украины. С 25 июня 1946 года совхоз в составе Крымской области РСФСР. Указом Президиума Верховного Совета РСФСР от 18 мая 1948 года населённый пункт 5-го отделения совхоза Крымский, или совхоз «Крымский» переименовали в Давыдовку. 26 апреля 1954 года Крымская область была передана из состава РСФСР в состав УССР. На 15 июня 1960 года село числилось в составе Новодмитриевского сельсовета. Указом Президиума Верховного Совета УССР «Об укрупнении сельских районов Крымской области», от 30 декабря 1962 года село присоединили к Евпаторийскому району. 23 октября 1963 года центр сельсовета перенесён в Орехово, в который включили селение. К 1968 году Давыдовку упразднили, как село Ореховского сельсовета.